# 대한민국 민사소송법 제41조
대한민국 민사소송법 제41조는 법관의 제척이유에 대한 민사소송법조문이다. 법관의 예단을 방시하여 심급제도의 실효성 확보를 염두에 둔 조항이다.

## 조문
제41조(제척의 이유) 법관은 다음 각호 가운데 어느 하나에 해당하면 직무집행에서 제척(除斥)된다.

1. 법관 또는 그 배우자나 배우자이었던 사람이 사건의 당사자가 되거나, 사건의 당사자와 공동권리자·공동의무자 또는 상환의무자의 관계에 있는 때

2. 법관이 당사자와 친족의 관계에 있거나 그러한 관계에 있었을 때

3. 법관이 사건에 관하여 증언이나 감정(鑑定)을 하였을 때

4. 법관이 사건당사자의 대리인이었거나 대리인이 된 때

5. 법관이 불복사건의 이전심급의 재판에 관여하였을 때. 다만, 다른 법원의 촉탁에 따라 그 직무를 수행한 경우에는 그러하지 아니하다.

## 판례
- 본안사건의 재판장에 대한 기피신청사건의 재판에 관여한 법관이 다시 위 본안사건에 관여한다 하더라도 이는 민사소송법 제41조 제5호 소정의 전심재판관여에는 해당하지 아니한다[1]

## 같이 보기
- 제척
- 전심재판